# Mario Göttlicher
Mario Göttlicher (* 5. August 1982 in Heidelberg) ist ein deutscher ehemaliger Fußballspieler.
Er spielte in der Jugend beim LSV Ladenburg. 1995 wechselte er in die Jugendabteilung des SV Waldhof Mannheim. Am 8. März 2002 debütierte er für die Kurpfälzer in der 2. Bundesliga bei der 1:2-Heimniederlage gegen den VfL Bochum. In den nächsten beiden Jahren bestritt er insgesamt fünf Zweitligapartien. Nach der Nichterteilung der Lizenz für die Regionalliga blieb er dem Klub treu und trat in der Oberliga Baden-Württemberg an. Dort fiel er beim Ligakonkurrenten TSG Hoffenheim II auf, die ihn 2004 verpflichteten. Zunächst spielte er in der Oberligamannschaft, konnte sich jedoch gegen Ende der Vorrunde der Spielzeit 05/06 für die Regionalligamannschaft empfehlen, mit der er in der Spielzeit 06/07 in die 2. Bundesliga aufgestiegen ist. Im August 2007 wechselte Göttlicher zum Regionalligisten SV Sandhausen und qualifizierte sich für die neugegründete 3. Liga. Zum Ende der Saison 2008/2009 wurde sein Vertrag beim SV Sandhausen nicht mehr verlängert.
In der Winterpause 2009/10 unterschrieb Göttlicher beim SV Darmstadt 98. Von 2010 bis 2015 spielte Göttlicher bei Astoria Walldorf in der Oberliga Baden-Württemberg.  In seinem letzten aktiven Jahr lief er für Fortuna Heddesheim und den VfR Mannheim auf.